# Prefektura Kanagawa

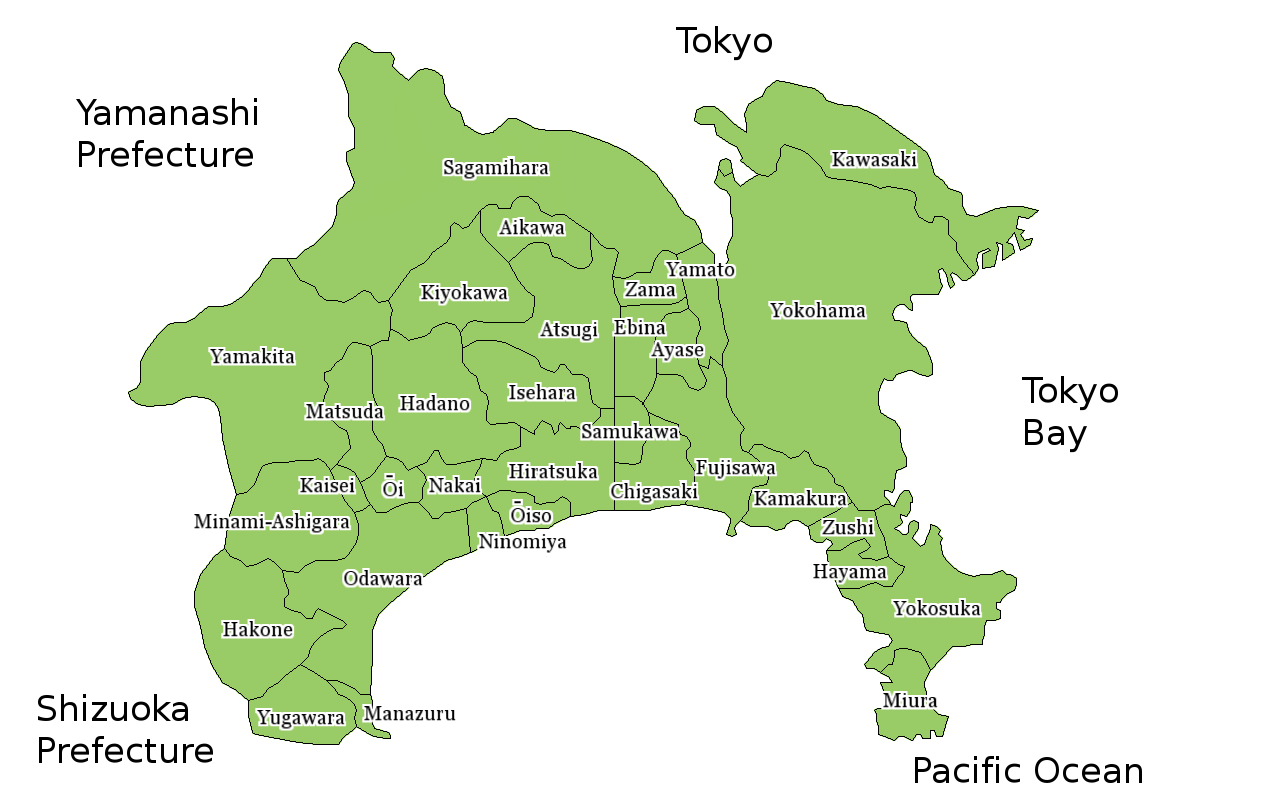
Mapa prefektury Kanagawa

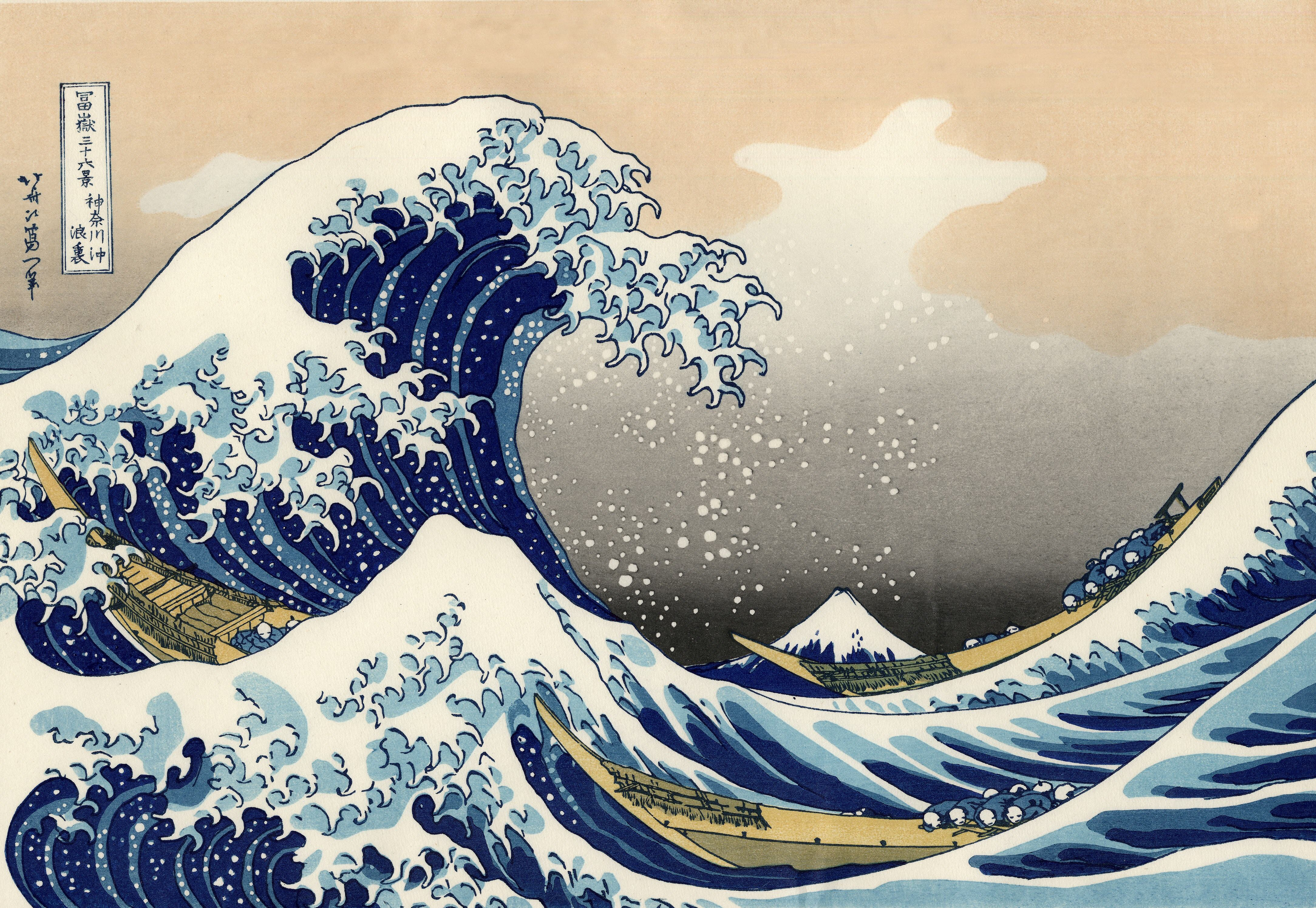
Tisk Velká vlna u pobřeží Kanagawy od Hokusaie

Prefektura Kanagawa (japonsky: 神奈川県, Kanagawa-ken) je jednou ze 47 prefektur Japonska. Nachází se v regionu Kantó (関東) na ostrově Honšú. Hlavním městem je Jokohama.
Prefektura má rozlohu 2 415,42 km² a k 1. říjnu 2006 měla 8 830 000 obyvatel.

## Historie
Prefektura Kanagawa se rozkládá na území, které dříve tvořilo provincie Sagami a Musaši.
Kamakura v centrálním Sagami byla hlavním městem Japonska během období Kamakura (1185–1333).
V letech 1853 a 1854 přistál v Kanagawě americký komodor Matthew Perry se svou flotou a vynutil si ukončení izolace Japonska od okolního světa.
Jokohama, Kawasaki a další velká města v okolí byla těžce postižena velkým zemětřesením v roce 1923 a americkým bombardováním v roce 1945.

## Geografie
Kanagawa je relativně malá prefektura vklíněná mezi Tokio na severu, úpatí hory Fudži na severozápadě a Tichý oceán a Tokijskou zátoku na jihu a východě.
Řeka Tama (多摩川 Tamagawa) tvoří většinu hranice mezi prefekturou Kanagawa a Tokiem. Středem prefektury protéká řeka Sagami (相模川 Sagamigawa).

### Města
V prefektuře Kanagawa je 19 velkých měst (市, ši):
| - Acugi (厚木) - Ajase (綾瀬) - Čigasaki (茅ヶ崎) - Ebina (海老名) - Fudžisawa (藤沢) - Hadano (秦野) - Hiracuka (平塚) | - Isehara (伊勢原) - Jamato (大和) - Jokohama (横浜 hlavní město) - Jokosuka (横須賀) - Kamakura (鎌倉) - Kawasaki (川崎) | - Minamiašigara (南足柄) - Miura (三浦) - Odawara (小田原) - Sagamihara (相模原) - Zama (座間) - Zuši (逗子) |